# Альпи Дофіне
А́льпи Дофі́не (фр. Alpes du Dauphiné) — група гірських хребтів, частина Західних Альп, на південному сході Франції, на захід від головного пасма Альп. Гірські хребти Дофінських Альп містять гірський масив Екрен у Національному парку Екрен, масиви Бельдон, Ле-Тайфер і природний регіон або плато Матейсін.

## Географія
Альпи Дофіне відокремлені від Котських Альп (на сході) перевалом Галіб'є та верхів'ями долини Дюранс;, від Грайських Альп (масив Вануаз, на північному сході) — долиною річки Арк, із заходу обмежуються долинами річок Драк та Ізер.
Вища точка — гора Барр-дез-Екрен (4102 м).
Було припущено, що висота гір в Альпах Дофіне обмежена ерозією, спричиненою невеликими льодовиками, що спричиняє топографічний ефект, званий льодовиковою пилою.
Основні масиви і вершини:
- Бельдон
  - Гран-Пік-де-Бельдон (2977 м)
- Гранд-Рус
  - Пік-Бейль (3465 м)
- Тайфер
  - Тайфер (2857 м)
- Арван-Віллар
  - Егюій-д'Арв (3514 м)
- Екрен
  - Барр-дез-Екрен (4102 м)
  - Дом-де-неж-дез-Екрен (4015 м)